# Jacopo Strada
Jacopo Strada — en francés, que era la lengua franca en Europa en aquel tiempo, Jacques de Strada — nació en 1507 en Mantua (Italia) y murió  en 1588 en Viena (Austria). Fue pintor, arquitecto, orfebre, inventor de máquinas, numismático, lingüista, coleccionista y marchante de arte, uno de los polímatas que marcaron el Renacimiento.

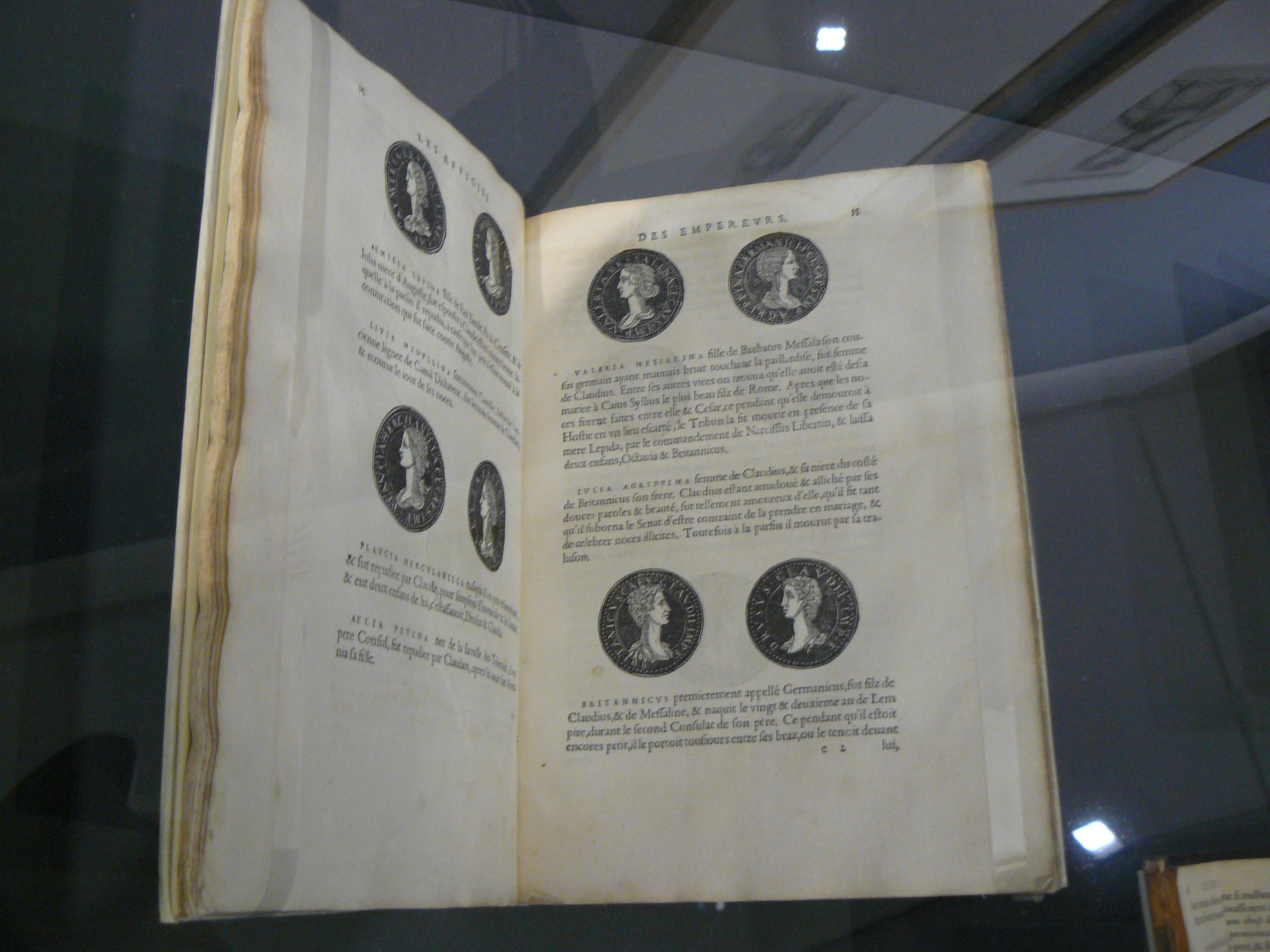
Página del Epitome del Thresor des antiquitez, 1553

Entre 1552 y 1555 vive en Lyon, donde publica en 1553  “Epitome du Thresor des antiquez, c’est à dire pourtraits des vrayes medailles des Empp., tant d’Orient que d’Occident, de l’estude de Jaques de Strada Mantuan antiquaire”, colección de breves biografías de emperadores y emperatrices romanas, acompañadas de dibujos que reproducen algunas monedas antiguas reales y otros que son fruto de su imaginación.
Desde 1557, fue artista, anticuario, y arquitecto oficial al servicio de tres emperadores sucesivos: Fernando I, Maximiliano II y Rodolfo II.
A su vez, trabajó para el duque de Baviera Alberto V para quien diseñó el Antiquarium (galería de antigüedades) de la Residencia de Múnich, en Múnich (Alemania). Su colección de estatuas antiguas todavía se puede ver allí.
El pintor Tiziano hizo un retrato de él en torno al 1567, que se conserva hoy en el Kunsthistorisches Museum de Viena .

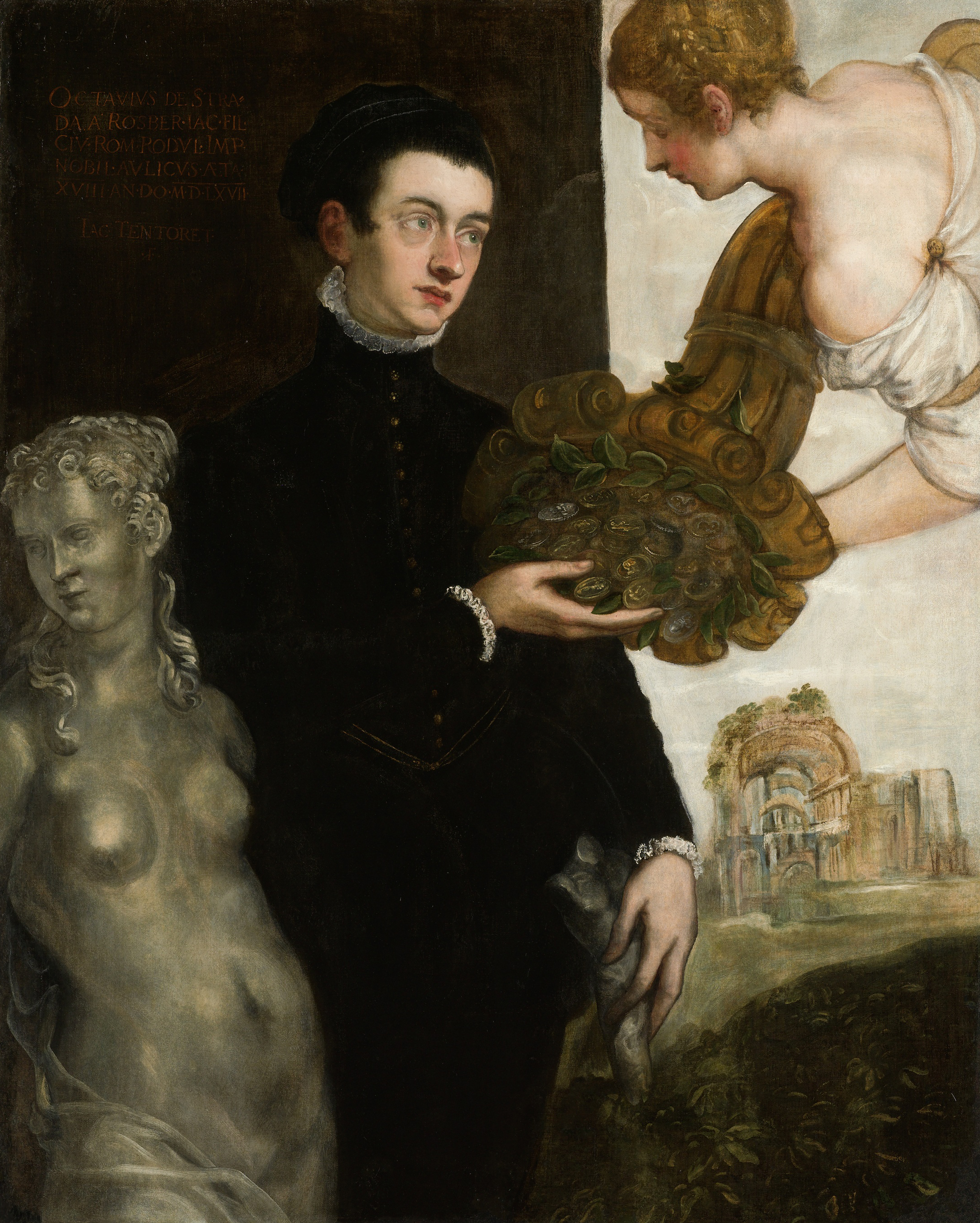
Ottavio Strada, pintura de Tintoretto (c. 1567).

Su hijo Ottavio es representado el mismo año por Tintoretto con la personificación de la abundancia. Esta pintura se conserva hoy en el Rijksmuseum de Amsterdam (Países Bajos) .